# Pollenia ponti
Pollenia ponti är en tvåvingeart som beskrevs av Knut Rognes 1991. Pollenia ponti ingår i släktet vindsflugor, och familjen spyflugor.
Artens utbredningsområde är Spanien. Inga underarter finns listade i Catalogue of Life.